# Discovery History
Discovery History es un canal de TV del Reino Unido dedicado a los documentales sobre historia y las civilizaciones, históricas, antiguas o actuales.
El 1 de noviembre de 2007, Discovery Civilization cambió de nombre a Discovery Knowledge.
Discovery Knowledge +1 lanzado en Sky, en el canal 551, el 30 de junio de 2008, fue movido al canal 557 el 20 de enero de 2009 para poder lanzar el Investigation Discovery.
El 7 de noviembre de 2010, Discovery Knowledge fue renombrado a Discovery History.

## Logotipos
El primer logotipo del canal que apareció fue en el Reino Unido (1998-2003) mostraba el tradicional logo de Discovery Channel y bajo de este, las pirámides de Egipto con un color en película violeta y como base el nombre del canal que pare ese entonces era Discovery Civilisation Channel, de 2003 a 2006 el logo se simplificó cambiando las pirámides con dos triángulos, en 2006 el canal se renombró Discovery Civilization Channel y empezó a utilizar el mismo logo a nivel mundial, en 2007 el canal pasó a llamarse Discovery Knowledge, desde 2010 hasta la actualidad el canal se llama Discovery History.

2003-2006
2006
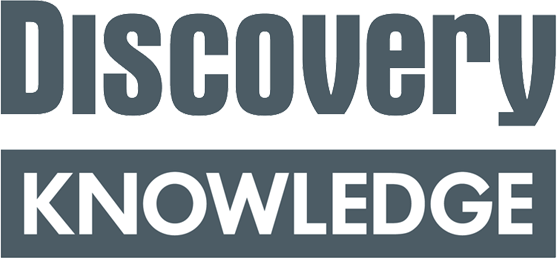
2007-2010
2010-actual